# Клебсієла
Клебсієла (Klebsiella) — рід грамнегативних, оксидазонегативних бактерій паличкоподібної форми з помітною полісахаридною капсулою.
У природі клебсієли зустрічаються повсюдно. Вважається, що це пов'язано з різними підлініями, які розвивають специфічні адаптаційні ніші з пов'язаними біохімічними адаптаціями, які роблять їх краще пристосованими до певного середовища. Їх можна знайти у воді, ґрунті, рослинах, комахах та інших тваринах, включно з людьми.
Клебсієла названа на честь німецько-швейцарського мікробіолога Едвіна Клебса (1834—1913). Карл Фрідлендер описав «паличку Klebsiella», тому її багато років називали паличкою Фрідлендера. Представники роду Klebsiella є частиною нормальної флори людини і тварин: у носі, роті та кишечнику. Всі види Klebsiella є грамнегативними і зазвичай нерухливими. Вони, як правило, коротші та товщі порівняно з іншими представниками родини Enterobacteriaceae. Клітини мають форму паличок і зазвичай мають розміри від 0,3 до 1,5 мкм шириною від 0,5 до 5,0 мкм завдовжки. Їх можна знайти поодинці, парами, ланцюжками або пов'язаними кінець-в-кінець. Клебсієла може рости на звичайному лабораторному середовищі і не має особливих вимог до росту, як інші представники Enterobacteriaceae. Види є аеробними, але факультативно анаеробними. Оптимальна температура для їх росту становить від 35 до 37 °C, тоді як оптимальний рівень pH для них становить близько 7,2.

## Список видів
- K. aerogenes, раніше відомий як Enterobacter aerogenes і Bacterium aerogenes
- K. granulomatis
- K. oxytoca
- K. michiganensis
- K. pneumoniae (тип-вид)
  - К. с. підвид. ozaenae
  - К. с. підвид. pneumoniae
  - К. с. підвид. риносклероматоз
- K. quasipneumoniae
  - K. q. підвид. quasipneumoniae
  - K. q. підвид. similipneumoniae
- K. grimontii
- K. variicola

## Особливості
Бактерії Klebsiella, як правило, кругліші та товщі, ніж інші члени родини Enterobacteriaceae. Зазвичай вони бувають прямими стрижнями із закругленими або злегка загостреними кінцями. Їх можна знайти поодинці, парами або короткими ланцюжками. Диплобацилярні форми зазвичай зустрічаються in vivo.
Вони не мають особливих вимог до зростання і добре ростуть на стандартних лабораторних середовищах, але найкраще ростуть між 35 і 37 °C і при pH 7,2. Види є факультативними анаеробами, і більшість штамів можуть виживати з цитратом і глюкозою як єдиними джерелами вуглецю, та аміаком як єдиним джерелом азоту.
Представники роду утворюють помітну капсулу або шар слизу, який можна використовувати для серологічної ідентифікації, але молекулярне серотипування може замінити цей метод.
Члени роду Klebsiella зазвичай експресують два типи антигенів на своїх клітинних поверхнях. Перший, антиген О, є компонентом ліпополісахариду (ЛПС), якого існує 9 різновидів. Другий — К-антиген, капсульний полісахарид з більш ніж 80 різновидами. Обидва вони сприяють патогенності та формують основу для визначення серогруп. На основі цих двох основних антигенних детермінант було розроблено декілька вакцин.

## У людей
Види клебсієли зазвичай зустрічаються в носі, роті та шлунково-кишковому тракті людини як звичайна флора; однак вони також можуть вести себе як умовно-патогенні мікроорганізми людини. Відомо, що види Клебсієл також заражають низку інших тварин — як нормальна флора, так і як умовно-патогенні мікроорганізми.
Мікроорганізми Клебсієл можуть спричинити широкий спектр хворобливих станів, зокрема пневмонію, інфекції сечовивідних шляхів, сепсис, менінгіт, діарею, перитоніт та інфекції м'яких тканин. Види Klebsiella також були причетні до патогенезу анкілозуючого спондиліту та інших спондилоартропатій. Більшість випадків зараження клебсієлою людини спричинені K. pneumoniae, потім K. oxytoca. Інфекції частіше зустрічаються у дуже молодих, дуже старих і тих, хто має інші основні захворювання, такі як рак, і більшість інфекцій пов'язані з забрудненням інвазивного медичного пристрою.
Впродовж останніх 40 років було проведено багато випробувань для створення ефективних вакцин проти K. pneumoniae, а також були використані нові методи для створення вакцин проти Клебсієл. Однак наразі жодна вакцина проти Клебсієл не була ліцензована для використання в США. K. pneumoniae є найпоширенішою причиною нозокоміальних інфекцій дихальних шляхів та передчасних інфекцій інтенсивної терапії, а також другою за частотою причиною грамнегативної бактеріємії та інфекцій сечовивідних шляхів. Стійкі до ліків ізоляти залишаються важливими бактеріальними збудниками, що набуваються в лікарнях, значно збільшують терміни перебування в лікарнях і є особливо проблематичними в медичних закладах із сильним впливом, таких як відділення інтенсивної терапії. Вважається, що ця резистентність до антимікробних препаратів пояснюється головним чином насосами для виведення кількох препаратів. Здатність K. pneumoniae колонізувати лікарняне середовище, включно з килимовими покриттями, раковинами, квітами та різними поверхнями, а також шкіру пацієнтів і лікарняного персоналу, було визначено як головний фактор поширення внутрішньолікарняних інфекцій.

## У тварин
На додаток до деяких Klebsiella spp. виявлені як патогени людини, інші, такі як K. variicola, були ідентифіковані як нові патогени як для людей, так і для тварин. Наприклад, K. variicola була визначена як одна з причин маститу великої рогатої худоби.

## У рослин
У рослинних системах клебсієлу можна знайти в різних рослинах-господарях. K. pneumoniae і K. oxytoca здатні фіксувати атмосферний азот у формі, яка може бути використана рослинами, тому їх називають асоціативними азотфіксаторами або діазотрофами. Бактерії міцно прикріплюються до кореневих волосків і менш міцно до поверхні зони подовження та слизу кореневого чохлика. Вони є бактеріями, що представляють інтерес у сільськогосподарському контексті, завдяки їхній здатності підвищувати врожайність сільськогосподарських культур у сільськогосподарських умовах. Їх велика кількість у рослинах, принаймні частково, пояснюється відсутністю у них джгутика, оскільки відомо, що джгутики викликають захист рослин. Крім того, відомо, що K. variicola асоціюється з низкою різних рослин, включаючи бананові дерева, цукрову тростину і була виділена з грибних садів мурах-листорізів.